# Valle de Valdebezana
Valle de Valdebezana – gmina w Hiszpanii, w prowincji Burgos, w Kastylii i León, o powierzchni 156,6 km². W 2011 roku gmina liczyła 550 mieszkańców.